# Mervyn Wingfield, 10. Viscount Powerscourt
Mervyn Niall Wingfield, 10. Viscount Powerscourt (* 3. September 1935; † 25. Juli 2015 in Thailand) war ein britischer Peer und parteiloser Politiker.

## Leben
Mervyn Niall Wingfield, 10. Viscount Powerscourt, wurde als Sohn von Mervyn Patrick Wingfield, 9. Viscount Powerscourt (1905–1973) und dessen Ehefrau Sheila Claude Beddington († 1992) geboren. Mit dem Tode seines Vaters erbte er am 3. April 1973 den Titel des Viscount Powerscourt (Viscount Powerscourt, of Powerscourt in the County of Wicklow) in der Peerage of Ireland (1743) und den damit verbundenen Titel Baron Powerscourt (Baron Powerscourt, of Powerscourt in the County of Wicklow) in der Peerage of the United Kingdom (1885).
Die Familie lebte auf dem Familienanwesen Powerscourt Estate in der Nähe von Enniskerry im County Wicklow im Südwesten Irlands. Wingfields Vater, Mervyn Patrick Wingfield, 9. Viscount Powerscourt, hatte das Familienanwesen im Jahre 1961 an den US-amerikanischen Wissenschaftler, Ingenieur und Geschäftsmann Ralph C. G. Slazenger, den Vater seiner späteren Schwiegertochter und späteren Schwiegervater seines Sohnes, verkauft. Während der Kaufverhandlungen lernte Wingfield auch seine spätere Ehefrau Wendy kennen und verliebte sich in sie.
Wingfield heiratete am 15. September 1962 in erster Ehe Wendy Anne Pauline Slazenger, die Tochter von Ralph C. G. Slazenger und dessen Ehefrau Gwendoline Margaret Slazenger. Aus seiner ersten Ehe gingen zwei Kinder hervor, ein Sohn (* 1963) und eine Tochter (* 1965). Die Ehe wurde 1974 geschieden. Am 15. März 1978, nach anderen Quellen im Jahre 1979, heiratete er in zweiter Ehe Pauline Vann. Seine zweite Ehefrau stammte aus San Francisco. Die zweite Ehe wurde 1995 ebenfalls geschieden.
Wingfield lebte in Irland, später dann in Tarabeg, bei Dunsany im County Meath, danach lange Jahre in Thailand. Zu seiner Familie in Irland hatte er nur noch wenig Kontakt. Er starb am 25. Juli 2015 im Alter von 79 Jahren in seiner Wahlheimat Thailand. Der Titel Viscount Powerscourt ging auf seinen einzigen Sohn Hon. Mervyn Anthony Wingfield (* 1963) über.

## Mitgliedschaft im House of Lords
Nach dem Tod seines Vaters im April 1973 erbte er den Titel des Viscount Powerscourt und den damals damit verbundenen Sitz im House of Lords. Er war seit 3. April 1973 formelles Mitglied des House of Lords. Er war bis 11. November 1999 Mitglied des House of Lords. Seine Mitgliedschaft endete durch den House of Lords Act 1999. 